# Бразилія на зимових Паралімпійських іграх 2014
Бразилія на зимових Паралімпійських іграх 2014 року брала участь вперше у зимових іграх і була представлена 2 спортсменами в двох видах спорту.

## Гірськолижний спорт

### Сноуборд
Парасноуборд вперше було введено у програму на цих іграх.
Чоловіки
| Спортсмен    | Забіг        | Перегони 1 | Перегони 1 | Перегони 2 | Перегони 2 | Перегони 3 | Перегони 3 | Всього  | Всього |
| Спортсмен    | Забіг        | Час        | Місце      | Час        | Місце      | Час        | Місце      | Час     | Місце  |
| ------------ | ------------ | ---------- | ---------- | ---------- | ---------- | ---------- | ---------- | ------- | ------ |
| Андре Сінтра | сноубордкрос | 1:37.17    | 30         | 1:23.09    | 27         | 1:18.98    | 26         | 2:42.07 | 28     |

## Лижні перегони
Чоловіки
| Спортсмен       | Вид спорту                   | Кваліфікація | Кваліфікація | Кваліфікація | Півфінал   | Півфінал   | Півфінал   | Фінал      | Фінал      | Фінал |
| Спортсмен       | Вид спорту                   | Час          | Результати   | Місце        | Час        | Результати | Місце      | Час        | Результати | Місце |
| --------------- | ---------------------------- | ------------ | ------------ | ------------ | ---------- | ---------- | ---------- | ---------- | ---------- | ----- |
| Фернандо Аранха | 1 км, спринт, сидячи         | 2:33.78      | 2:29.17      | 20           | Не пройшов | Не пройшов | Не пройшов | Не пройшов | Не пройшов | 20    |
| Фернандо Аранха | 10 км, вільний стиль, сидячи | Н/Д          | Н/Д          | Н/Д          | Н/Д        | Н/Д        | Н/Д        | 36:44.0    | 35:37.9    | 21    |
| Фернандо Аранха | 15 км, сидячи                | Н/Д          | Н/Д          | Н/Д          | Н/Д        | Н/Д        | Н/Д        | 51:03.3    | 49:31.4    | 15    |